# E712号線
E712号線 (E712ごうせん、英: European route E712) は、スイスのジュネーヴとフランスのマルセイユを結ぶ欧州自動車道路のBクラス幹線道路である。
- スイス
  - ジュネーヴ
- フランス
  - シャンベリ
  - グルノーブル
  - エクス＝アン＝プロヴァンス
  - マルセイユ